# Lynx AE

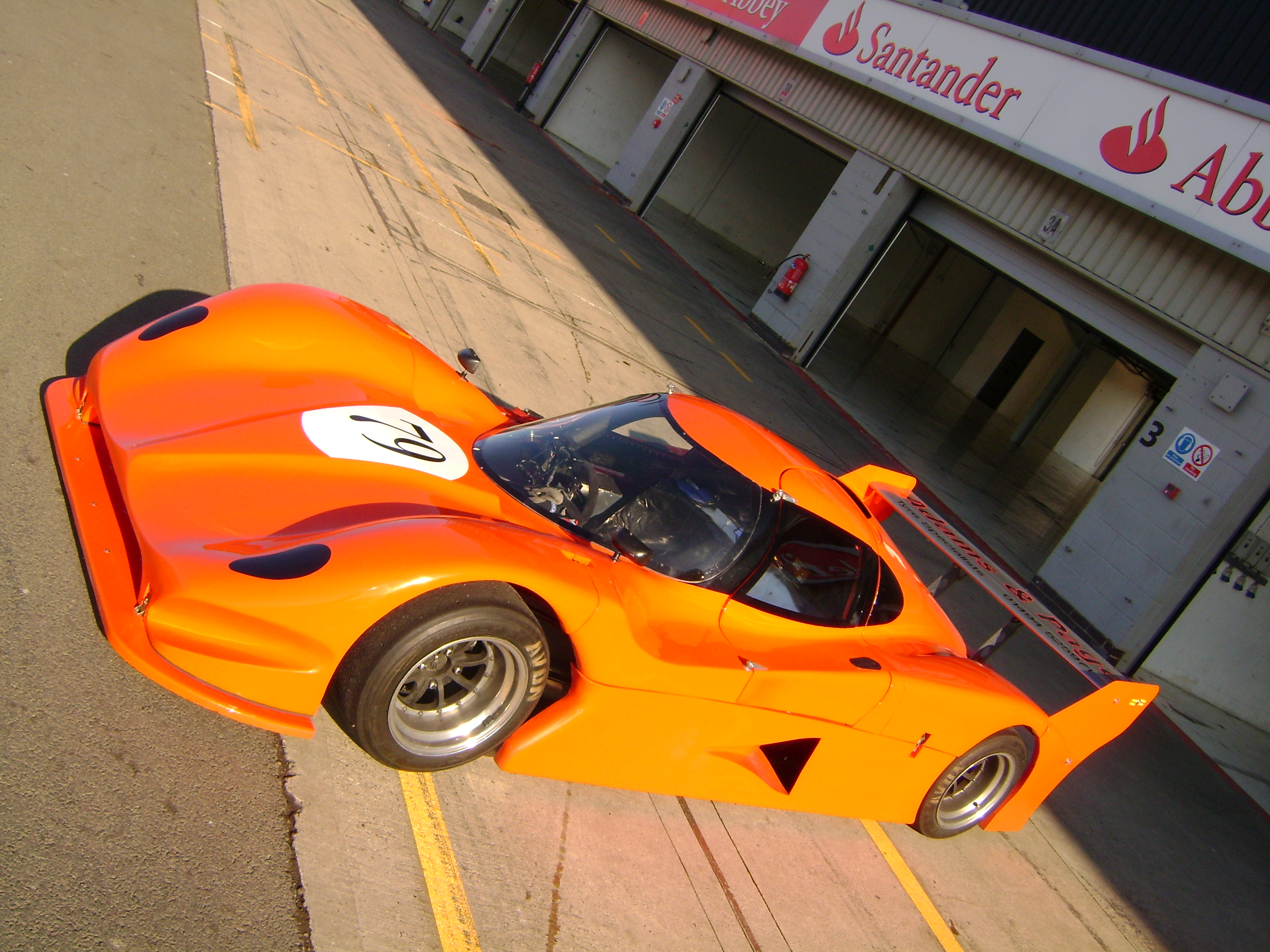
Lynx AE LR 1300

Lynx AE ist ein britischer Hersteller von Automobilen.

## Unternehmensgeschichte
Jon Lee gründete 1986 das Unternehmen in Milton Keynes in der Grafschaft Buckinghamshire. Er bereitete Rennwagen vor und fuhr auch selber Autorennen. 1997 begann er mit der Produktion von Automobilen und Kits. Der Markenname lautet Lynx AE. Der Firmensitz befindet sich inzwischen in Wellingborough in Northamptonshire. Insgesamt entstanden bisher etwa 20 Exemplare.

## Fahrzeuge
Das erste Modell war der Global GT Light. Lynx AE übernahm das Modell 1997 von Hazard Engineering und gab es 1999 an Graham Hathaway Engineering ab. Dies war ein offener Rennsportwagen. Ein Motor von der Yamaha R 6 mit 600 cm³ Hubraum trieb die Fahrzeuge an. Insgesamt entstanden von diesem Modell bei den drei Herstellern zusammen bisher etwa 100 Fahrzeuge.
Der LR 1 stand von 2005 bis 2008 im Angebot. Dies war ein geschlossener Rennsportwagen. Ein Motorradmotor von der Yamaha R 1 trieb die Fahrzeuge an. Dieses Modell fand etwa sieben Käufer.
Der Nachfolger LR 1300 erschien 2008. Fahrgestell und Motor sind gleich, nur die Karosserie wurde geändert. Von diesem Modell entstanden bisher etwa zwei Exemplare.
Der R 1 Mini Conversion ist der Umbau eines Mini mit dem Motor von der Yamaha R 1. Dieses Modell fand seit 2011 etwa zehn Käufer.